# 罗艺军
罗艺军（1926年10月—2020年7月27日），原名罗毅军，男，湖北新洲人，中国电影评论家，曾任中国电影家协会理事、书记处书记，中国电影评论学会会长。